# Stomorska (ruralna kulturno-povijesna cjelina)
Ruralna cjelina Stomorska, ruralna kulturno-povijesna cjelina unutar područja današnjeg mjesta Stomorske na Šolti.

## Povijest
Naselje Stomorska je smješteno na sjevernoj obali otoka Šolte u istoimenoj uvali. Toponim Stomorska, nazvan prema crkvi Sv. Marije, spominje se već u 14. st. Kao naselje Stomorska se počela razvijati sredinom 17. st. Posjede oko Stomorske držala je, među ostalima, plemićka obitelj Cindro. Njihov kaštel iz 18. st. postaje prva jezgra naselja, a tada je podignuta i kažela („casella“) za dezinfekciju brodova i skladištenje opreme. Krajem 19. st. sagrađena je u istočnoj aglomeraciji jednobrodna crkvica sv. Nikole, koja svojim pročeljem i robusnom zgradom stare škole oblikuje mali trg iznad luke. U 18. i 19. st. doseljavaju i dalje rodovi s kopna i Šolte te se Stomorska razvila u najveće naselje na moru.

## Zaštita
Pod oznakom Z-5714 zavedena je kao nepokretno kulturno dobro - kulturno-povijesna cjelina, pravna statusa zaštićena kulturnog dobra, klasificirano kao "kulturno-povijesna cjelina".